# Distrito electoral local 3 de la Ciudad de México
El III Distrito Electoral Local de Ciudad de México es uno de los 33 Distritos Electorales Locales en los que se encuentra dividido el territorio de Ciudad de México. Su cabecera es la alcaldía Azcapotzalco.
Se ubica en la sección poniente de Azcapotzalco; colinda, al poniente con el municipio de Tlalnepantla de Baz, en el Estado de México y al sur y este con el distrito V. Abarca barrios como la Unidad Habitacional El Rosario, San Pablo Xalpa y Ferrería.

## Legisladores locales por el distrito

### Asamblea de Representantes del Distrito Federal (1988 - 1997)
| Representante              | Grupo parlamentario | Asamblea | Periodo     |
| -------------------------- | ------------------- | -------- | ----------- |
| Gloria Brasdefer Hernández |                     | I        | 1988 - 1991 |
| Rogelio Zamora Barradas    |                     | II       | 1991 - 1994 |
| Antonio Paz Martínez       |                     | III      | 1994 - 1997 |

### Asamblea Legislativa del Distrito Federal (1997 - 2018)
| Diputado                           | Grupo parlamentario | Legislatura | Periodo     |
| ---------------------------------- | ------------------- | ----------- | ----------- |
| Antonio Padierna Luna              |                     | I           | 1997 - 2000 |
| Jacobo Manfredo Bonilla Cedillo    |                     | II          | 2000 - 2003 |
| Valentín Eduardo Malpica Rodríguez |                     | III         | 2003 - 2006 |
| Enrique Vargas Anaya               |                     | IV          | 2006 - 2009 |
| Alejandro Carbajal González        |                     | V           | 2009 - 2012 |
| Antonio Padierna Luna              |                     | VI          | 2012 - 2015 |
| Luciano Tlacomulco Oliva           |                     | VII         | 2015 - 2018 |

### Congreso de la Ciudad de México (desde 2018)
| Diputado                     | Grupo parlamentario | Legislatura | Periodo     |
| ---------------------------- | ------------------- | ----------- | ----------- |
| José Emmanuel Vargas Bernal  |                     | I           | 2018 - 2021 |
| Nancy Marlene Núñez Reséndiz | II                  | 2021 - 2024 |             |
| Alejandro Carbajal González  | III                 | 2024 -      |             |

## Resultados electorales

### 2021
|  | 40.7472 % |

|  | 37.3894 % |

|  | 2.4746 % |

|  | 0.6480 % |

|  | 1.6540 % |

|  | 0.6431 % |

|  | 3.7247 % |

|  | 6.6875 % |

|  | 0.1250 % |

|  | 2.9845 % |

|  | 100.00 % |